# Žumberk (hrad)
Žumberk je zřícenina hradu na okraji stejnojmenného městyse v okrese Chrudim. Nachází se na ostrohu nad pravým břehem říčky Holetínky. Od roku 1964 je chráněn jako kulturní památka. Pozůstatky hradu jsou volně přístupné.
První písemná zmínka o hradu pochází z roku 1318. Během staletí často střídal majitele. Delší dobu jej vlastnili zejména Zárubové z Hustířan, kteří jej koncem šestnáctého století renesančně přestavěli. Na začátku osmnáctého století byl Žumberk připojen k nasavrckému panství a začal chátrat. O sto let později byl v předhradí postaven velký zemědělský dvůr.
Zhruba pětiboké jádro vymezené hradbou obíhal parkán. Palác, který zřejmě představoval hlavní obytnou i obrannou budovu, zaujal nejlépe chráněnou jižní stranu ostrožny. Z hradních staveb se dochovaly úseky obou hradeb a zřícenina paláce.

## Historie
První písemná zmínka o Žumberku pochází z roku 1318 a nachází se v přídomku Pilunka ze Žumberka, který byl postaven před zemský soud za škody, které způsobil Vikartovi z Polné v Nížkově, Sirákově a Poděšíně. Tyto šarvátky byly součástí konfliktu o českou korunu mezi Janem Lucemburským a Fridrichem Habsburským. První zpráva, která uvádí přímo hrad, je až z roku 1487.
Ve druhé polovině čtrnáctého století hrad patřil pánům z Boskovic, protože v roce 1380 vykonával patronátní právo ke skalickému kostelu Vaněk ze Žumberka, řečený z Boskovic. V roce 1401 byl žumberským pánem Kuník Kavalec ze Žumberka, který hned následujícího roku zemřel, a hrad po něm zdědil Jan Kavalec ze Žumberka. V roce 1415 podepsal stížný list, kterým česká šlechta protestovala proti upálení Jana Husa v Kostnici. Poslední zmínka o Janu Kavalcovi je z roku 1419. Jeho nástupcem se stal Vaněk Kavalec, snad Janův syn, kterému patřily mimo jiné Přestavlky. V roce 1440 se zúčastnil čáslavského sněmu a někdy poté Kavalcové Žumberk prodali.

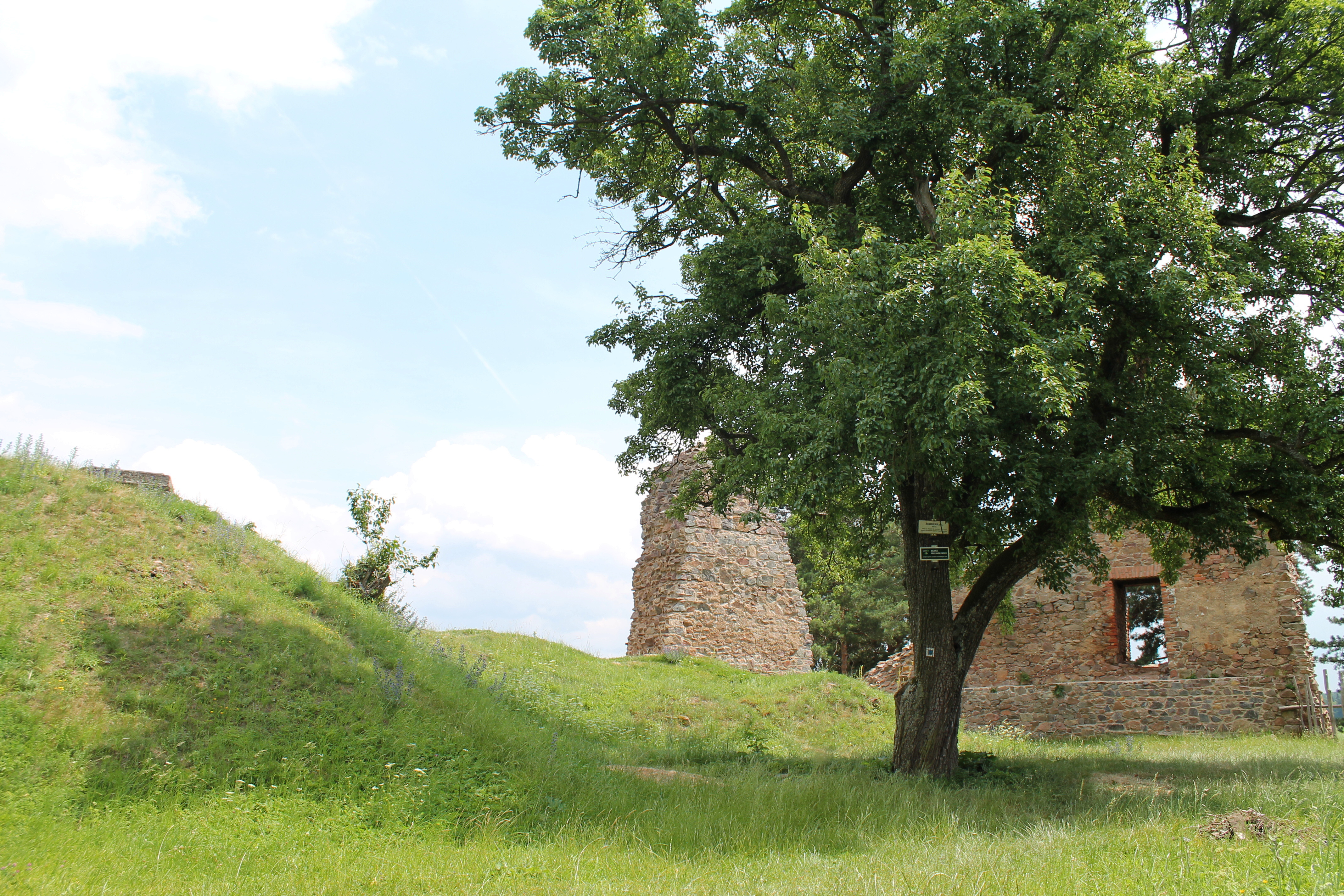
Nádvoří s vodojemem

Roku 1445 hrad patřil Jetřichovi z Řestok, který stál na straně Jiřího z Poděbrad v jeho sporech se strakonickou jednotou. Přídomek ze Žumberka v té době používala řada členů Jetřichova rodu, ale příbuzenské vztahy mezi nimi jsou neznámé. Dalším držitelem hradu byl Mikuláš Buchovec z Buchova a na Žumberce, který roku 1473 přenechal ves Jezbořice s příslušenstvím svému synovi Štěpánovi. Součástí převodu byl snad i hrad Žumberk.
Po Buchovcích z Buchova Žumberk získal Mikuláš z Holohlav. V roce 1487 si půjčil pět set kop grošů, za což zastavil část svého majetku strýcům Benešovi a Jindřichovi ze Sendražic a bratrům Janovi a Prokopovi z Holohlav. Ti se měli stát poručníky Mikulášových nezletilých dětí, kterým měli po dosažení dospělosti zastavený majetek vrátit. K žumberskému panství tehdy patřilo městečko Žumberk a vsi Smrček, Hořeček, Pavlovice, Bošov, Švihov, Strkov, Vranov, Bratroňov, Krupín, Věžky, Rváčov, Prostějov, Částkov a Všeradov. V roce 1493 Mikuláš ještě od Štěpána z Buchova přikoupil ves Bylany.
V blíže neznámé době po roce 1493 Žumberk získali Mikuláš Trčka z Lípy, Matěj Salava z Lípy a Jindřich Haugvic z Biskupic a prodali ho Janovi Janovskému ze Soutic. V jeho držení městečko Žumberk a tvrz v Lukavici roku 1509 vypálil zemský škůdce Jiří Bachovský. Jan o rok později prodal Žumberk, Lukavici a řadu vesnic za dva tisíce kop grošů Mikuláši mladšímu Trčkovi z Lípy. Obchod musel být ale brzy zrušen, protože Jan Janovský starší ze Soutic se na Žumberce připomíná znovu roku 1512 a po něm na hradě v roce 1520 sídlil také jeho stejnojmenný syn. V následujících letech žumberské panství vlastnili bratři Aleš a Petr a jejich strýcové Karel a Hynek, všichni příslušníci rodu Janovských ze Soutic. O hrad Žumberk s městečkem a vesnicemi Prostějov, Částkov, Bošov, Švihov, Havlovice, Hůrka, Krupín, Bratroňov, Ctětín, Strkov, Vranov, Rváčov, Všeradov a Podlíšťany se dělili Karel s Hynkem. Mezi roky 1534 a 1544 Žumberk připadl Hynkovi, a protože ten zemřel bezdětný, zdědila jej jeho sestra Kateřina.

### Zárubové zHustířan

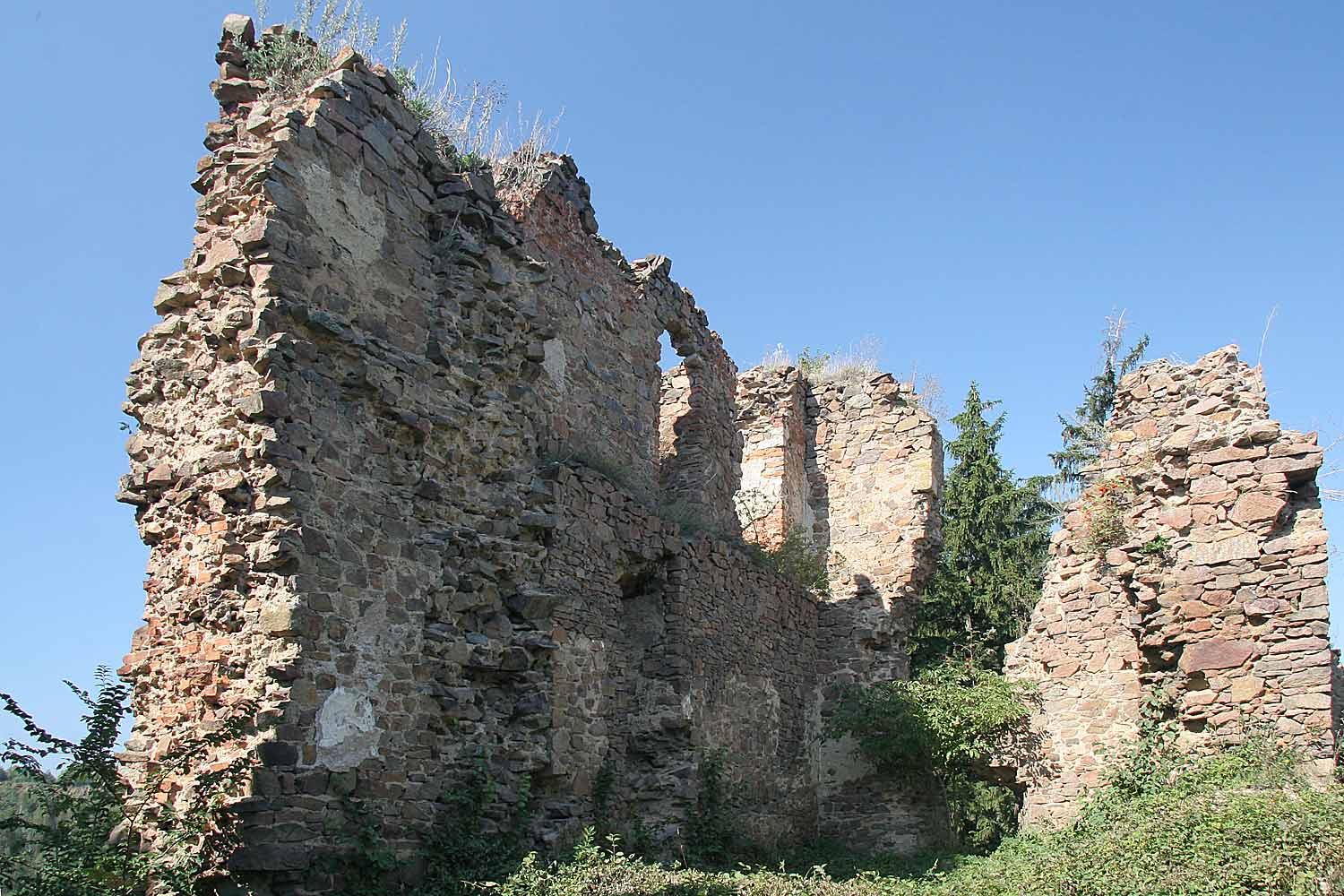
Jihovýchodní část paláce

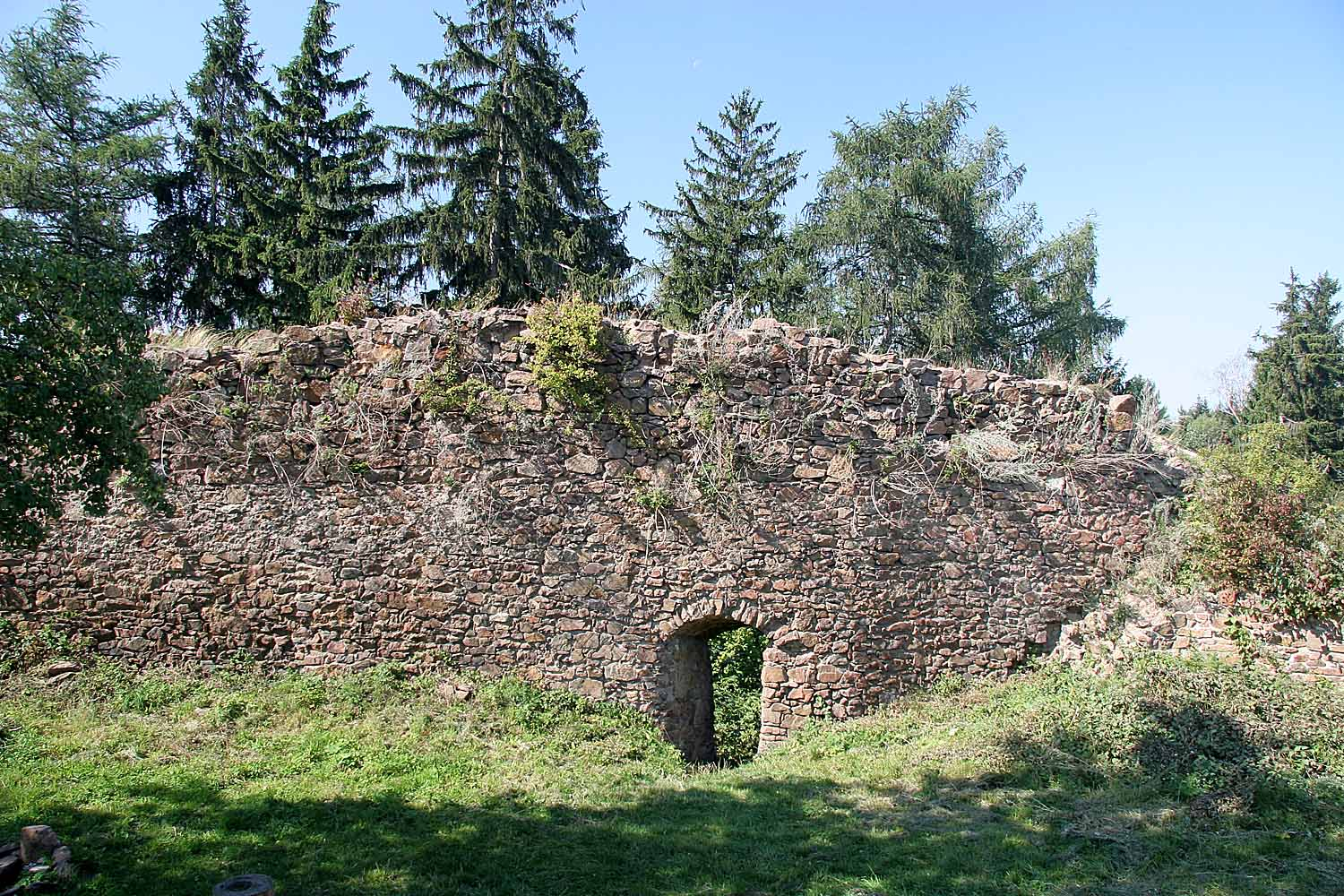
Západní hradba s brankou do parkánu

Kateřina Janovská ze Soutic se provdala za Ctibora Mazance z Újezdce a dne 30. prosince 1552 mu hrad s příslušenstvím věnovala s výhradou, že do manželova držení přejde až po její smrti. Ctiborovou dědičkou se stala dcera Markéta z Újezdce, po jejímž úmrtí v roce 1587 hrad dostal vdovec Václav Záruba z Hustířan. Okolo roku 1590 nechal starý hrad přestavět v renesančním slohu. Hrad však měly původně zdědit Markétiny děti. Když Václav Záruba z Hustířan někdy mezi lety 1606–1610 zemřel, vypukl o podíl po Markétě dědický spor.
Markétiny děti, Karel mladší, Ctibor, Jiří a Hedvika Zárubové z Hustířan se nedohodly. Bratři sestru opomenuli a z panství odehnali množství dobytka a odvezli mnoho movitého dědictví. Hedvika proto bratry zažalovala, a po Karlově smrti žádala i jeho podíl z matčina dědictví. Starší spor rozhodl soud 2. července 1615 ve prospěch Hedviky. Bratři jí měli vydat její podíl a jako náhradu za neoprávněné držení vyplatit 6 900 kop míšeňských grošů. Hedvika poté 9. srpna 1615 zemřela a polovinu hradu zdědil její manžel Fridrich z Berbisdorfu, který ji 24. září 1615 ji prodal Václavu Zárubovi z Hustířan na Třebověticích. Druhý spor o dědictví soud uzavřel až v roce 1617, kdy byli všichni přímí účastníci mrtví. Jejich dědicové se dohodli tak, že Fridrich z Berbisdorfu dostal určitou peněžní náhradu a Ctiborova polovina hradu připadla jeho nevlastnímu nejmladšímu bratrovi Jindřichovi Zárubovi z Hustířan. Polovinu Václava Záruby koupila 6. března 1623 Ludmila Zárubová z Lobkovic, Jindřichova matka, za deset tisíc kop míšeňských grošů. Později ji přenechala synovi, takže Jindřich Záruba z Hustířan se stal jediným majitelem hradu.

### Zánik

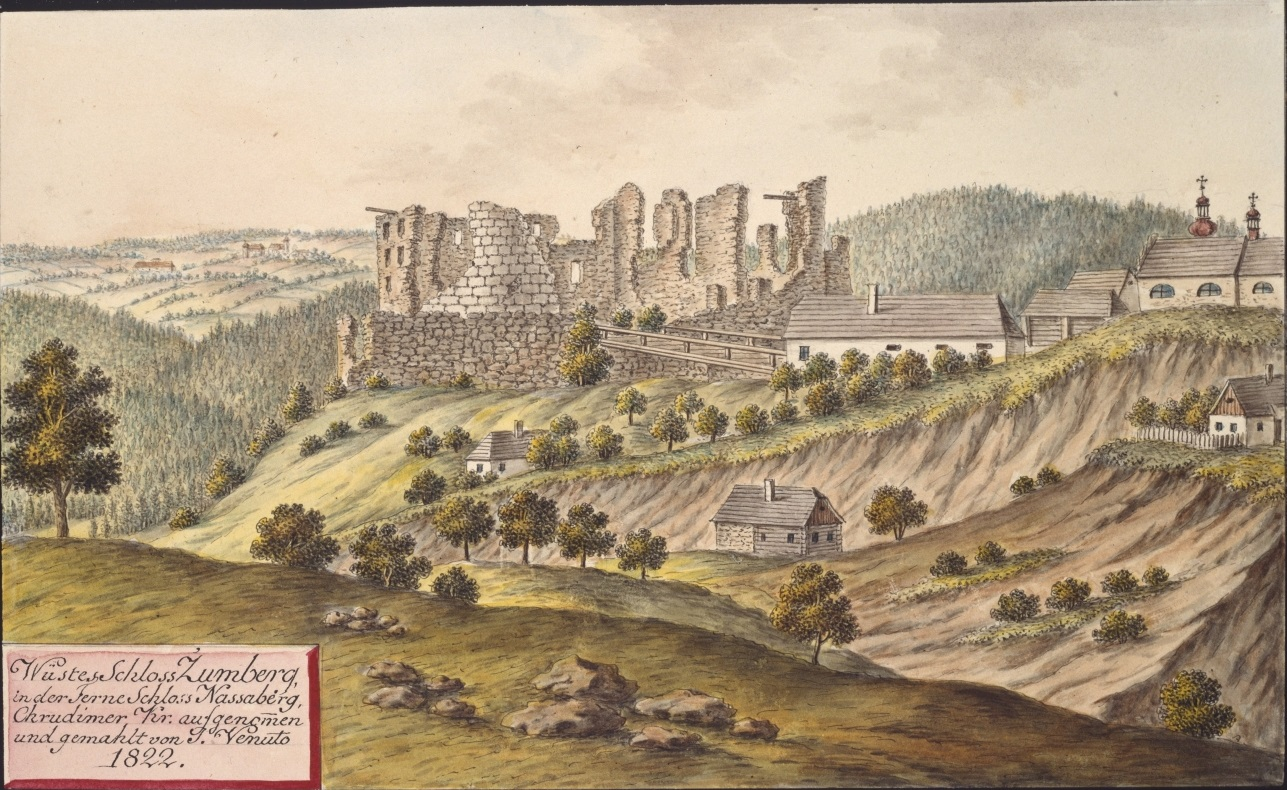
Zřícenina hradu na akvarelu Jana Antonína Venuta z roku 1822

Jindřich Záruba zemřel roku 1646 a majetek po jeho smrti spravovala vdova Dorota Salomena Bechyňová z Lažan. Jejich nezletilý syn Rudolf Václav Záruba z Hustířan se majetku ujal v roce 1655. Oženil se s Marií Maxmiliánou z Lisova, se kterou měli syna Františka Antonína Zárubu. Také Marie Maxmiliána se po smrti manžela starala o majetek za nedospělého syna. František Antonín Záruba z Hustířan se oženil s Voršilou Františkou z Vrtby, ale v roce 1685 zemřel bez dědiců a poslední vůle, takže dědictví připadlo Marii Maxmiliáně, která svůj majetek odkázala svobodnému pánovi Rudolfu Josefovi z Lisova a na Stranové. Zemřela v roce 1694 a Rudolf Josef z Lisova prodal Žumberk a Libanici 20. prosince 1700 hraběti Josefu Františkovi ze Šenfeldu za 120 tisíc uherských zlatých. Ten je připojil k nasavrckému panství.
Po roce 1700 žumberský hrad chátral, ale ještě dlouho zůstával alespoň částečně obyvatelný, protože v letech 1760–1770 na něm bydlel lékař Devoty, který jej však kvůli špatnému stavu opustil. Hradní stavby začaly být rozebírány. V devatenáctém století byl Auerspergy v místech původního předhradí postaven hospodářský dvůr a roku 1901 v severovýchodní části také vodojem.

### Novodobé dějiny
V roce 1926 zříceninu získal Klub českých turistů. Při pozemkové reformě však přilehlý dvůr získal nového majitele, který bránil turistům v průchodu dvorem, a ti proto na hrad složitě vstupovali úzkými pěšinami po přilehlých pozemcích. Majitel dvora byl povinen umožnit pouze dopravu stavebního materiálu pro případné opravy hradu. S tou Klub českých turistů začal v roce 1940, ale práce brzy skončily, protože nebylo možné sehnat dostatek dělníků ani stavební materiál. Obnoveny byly až následujícího roku.
Dne 3. března 1950 hrad převzala Československá obec sokolská a 1. ledna 1953 stát prostřednictvím Krajského národního výboru v Pardubicích. K drobným opravám došlo před polovinou padesátých a koncem sedmdesátých let dvacátého století. V devadesátých letech zříceninu získala obec Žumberk, která od té doby prováděla drobné údržbové práce.

## Stavební podoba

Půdorys hradu od Vojtěcha Krále z Dobré Vody publikovaný v roce 1882

Hrad na ostrožně nad pravým břehem potoka Ležák měl dvoudílnou dispozici. Prostor předhradí byl zcela pozměněn výstavbou novodobého hospodářského dvora. Pětiboké jádro se nachází za šíjovým příkopem. Jeho obrana spočívala na obvodové hradbě obehnané slabší parkánovou hradbou. Hrad pravděpodobně neměl obytnou ani obrannou věž, a patřil tak nejspíš mezi hrady s palácem jako hlavní obytnou i obrannou stavbou.
Je možné, že z doby života hradu pochází některé sklepy pod hospodářským dvorem. Jeden z nich je přístupný chodbou, která začíná na dně šíjového příkopu. Ta se svažuje a posléze sestupuje schodištěm do prostoru s rozměry 7 × 4,5 × 4 metry vytesaného ve skále. Přístupová cesta do předhradí vcházela patrně na severní straně. Případný příkop okolo předhradí se nedochoval a z brány jádra zůstaly snad jen terénní relikt a dva bloky zdiva viditelné v době vegetačního klidu. Stopy po mostě přes příkop nejsou patrné.
Na šíjový příkop navazovaly postranní příkopy na východní a západní straně hradního jádra. Na dně příkopů nebo v jejich svazích je založena parkánová hradba, jejíž výraznější úsek se dochoval zejména na severovýchodní straně šíjového příkopu a na západní i jihovýchodní straně jádra. V jihovýchodním úseku zdi je patrné velké množství cihel z doby renesanční přestavby, kdy mohla být zeď upravována nebo posunuta. Severovýchodní část jádra včetně parkánové zdi zanikla v roce 1901 při stavbě vodojemu.
Hradní jádro vymezovala obvodová hradba široká dva metry. V severozápadním nároží je zesílena asi o 75 centimetrů a v jejím líci se dochoval otisk schodiště na hradební ochoz. Ten lemovalo cimbuří, z něhož se dochovaly nepatrné zbytky a jehož fragmenty jsou zachyceny ještě na fotografiích z poloviny dvacátého století. V blízkosti schodiště se nachází branka zpřístupňující prostor parkánu.
Původní palác stál pouze na jižní straně jádra, ale postupným rozšiřováním o boční křídla zaujal část východní a západní strany. Terén nádvoří je oproti stavu na začátku dvacátého století výrazně výše, a proto se ústupek zdi paláce, který sloužil k uložení stropních trámů přízemí, nachází pouze 0,3 metru nad zemí. Palác měl pravděpodobně jedno patro a valbovou střechu. Během druhé stavební fáze byl o patro zvýšen a s ním byla zvýšena také hradba, která tvořila vnější stěnu paláce. Proluky mezi stínkami cimbuří při tom byly zazděny. Palác byl také rozšířen do prostoru parkánu. Na západní zdi, dochované do výše druhého patra, jsou patrné stopy vnitřních omítek. Třetí stavební etapa opět proběhla a rozšířila obytné možnosti na západní straně. Spára mezi zdmi staršího paláce a přístavku je dobře viditelná z parkánu. Je možné, že ve stejné době byl palác rozšířen i na východní straně.
Při renesanční přestavbě bylo skarpem přizděným na spáru zpevněno jižní nároží paláce. Úpravy se dočkaly také okenní otvory. Renesančního původu je patrně okno v jižní zdi jižního paláce, byť jeho podoba je výsledkem oprav ze dvacátého století. Na fasádě paláce a západního křídla přetrvávají omítky se stopami sgrafit.